# Tephrina indotata
Tephrina indotata là một loài bướm đêm trong họ Geometridae.